# Плаку, Панайот
Панайот Пла́ку (алб. Panajot Plaku, 1919, Эльбасан, 1957, Белград) — албанский военный и политик, генерал Национально-освободительной армии. Член ЦК албанской компартии, министр НРА. В 1956 году выступил против сталинистского правления Энвера Ходжи. Под угрозой ареста сумел бежать в Югославию. В эмиграции убит агентами Сигурими.

## Коммунист, генерал, министр
Родился в семье состоятельного юриста. С детства проникся албанским национал-патриотизмом. Семья Плаку подверглась репрессиям в период итальянской оккупации. Йорго Плаку, брат Панайота, погиб в партизанском отряде.
В 1941 году Панайот Плаку присоединился к Национально-освободительной армии и вступил в Компартию Албании (с 1948 — Албанская партия труда, АПТ), возглавляемую Энвером Ходжей. Активно участвовал в боях с итальянскими и немецкими оккупантами, командовал партизанской бригадой.
В 1944 году коммунисты установили контроль над Албанией, в 1946 была провозглашена Народная Республика Албания (НРА). Панайот Плаку получил воинское звание генерала, командовал дивизией вооружённых сил НРА. Занимал пост заместителя министра обороны, состоял в ЦК АПТ. В июле 1954 назначен министром без портфеля в правительстве Мехмета Шеху.

## Сторонник «хрущёвской оттепели»
С середины 1950-х годов, особенно с 1956, под влиянием XX съезда КПСС, в АПТ возникло течение, оппозиционное правящему сталинистскому тандему Ходжа—Шеху. Некоторые партийные функционеры стали высказываться в пользу замедления темпов индустриализации и коллективизации, большего внимания уровню жизни масс, «демократизации партийной жизни». Ставился вопрос о реабилитации Кочи Дзодзе, Панди Кристо, других репрессированных «титовцев» (об антикоммунистах, например, о жертвах резни 1951 речь при этом не шла).
Главными сторонниками «хрущёвской оттепели» в Албании являлись бывший министр внутренних дел и финансов Тук Якова (один из основателей албанской компартии), бывший генеральный прокурор член политбюро Бедри Спахиу и секретарь ЦК Лири Белишова. В тайный политический контакт с ними вступили генералы Панайот Плаку, Дали Ндреу, его жена Лири Гега, председатель женской антифашистской организации.
Выступление против Ходжи и Шеху было запланировано на конференции парторганизации Тираны 1956 года. Значительная часть делегатов настроилась поддержать Плаку и Ндреу. Однако эти планы стали известны министру обороны Бекиру Балуку, который проинформировал жену Ходжи Неджмие. Министр внутренних дел Кадри Хазбиу привёл в готовность Сигурими (несмотря на хорошие личные отношения с Панайотом Плаку).
Председательствовал на тиранской партконференции министр обороны Балуку. Выступления оппозиционеров были пресечены, 27 делегатов арестованы, форум объявлен «югославским заговором». Дали Ндреу и Лири Гега предстали перед судом и в декабре 1956 расстреляны как «югославские и советские агенты». Тук Якова приговорён к 20 годам заключения и в 1958 умер в тюрьме. Бедри Спахиу осуждён на 25 лет тюрьмы. Лири Белишова интернирована в 1960.
После тиранской конференции генерал Панайот Плаку был отстранён от всех должностей и изолирован.

## Побег и гибель
В мае 1957 было принято решение об аресте Панайота Плаку. Его брат Кало Плаку погиб при неясных обстоятельствах. Однако в ночь на 16 мая 1957 года Панайоту Плаку удалось бежать в Югославию.
Плаку обосновался в Белграде, выступал в газете Борба с критикой режима Ходжи. Он намеревался перебраться в СССР, но Иосип Броз Тито отказал в этом.
Некоторое время спустя (точная дата не оглашается) Панайот Плаку был убит тайными агентами Сигурими. Спецоперацией руководил лично министр Хазбиу. Существует версия, будто в действительности Панайот Плаку тайно жил в Белграде и скончался от сердечного приступа в 1966, но она ничем не подтверждается.

## Память
В 1959 году, во время визита в Албанию, Никита Хрущёв поставил вопрос о реабилитации генерала Плаку, но получил категорический отказ Энвера Ходжи.
Некоторые албанские историки допускают, что Панайот Плаку действительно был связан с югославской спецслужбой UDB (роль югославских коммунистов в создании албанской компартии была очень значительна). Так или иначе ему отдают должное за попытку выступления против диктатуры.

## Известность брата
Кочо Плаку, брат Панайота Плаку — известный албанский геолог. После побега Панайота в Югославию Кочо грозила казнь, и он думал о самоубийстве. Однако, по словам Кочо Плаку, он был спасён открытием газового месторождения.